# Tetanolita
Tetanolita is een geslacht van vlinders van de familie spinneruilen (Erebidae), uit de onderfamilie Herminiinae.

## Soorten
- T. apoleipa Hampson
- T. borgesalis Walker, 1859
- T. floridana Smith, 1895
- T. hermes Schaus, 1916
- T. mutatalis Möschler, 1890
- T. mynesalis Walker, 1859
- T. negalis Barnes & McDunnough, 1912
- T. nolualis Schaus, 1906
- T. palligera Smith, 1884
- T. selenitis Hampson, 1904